# Blindheid

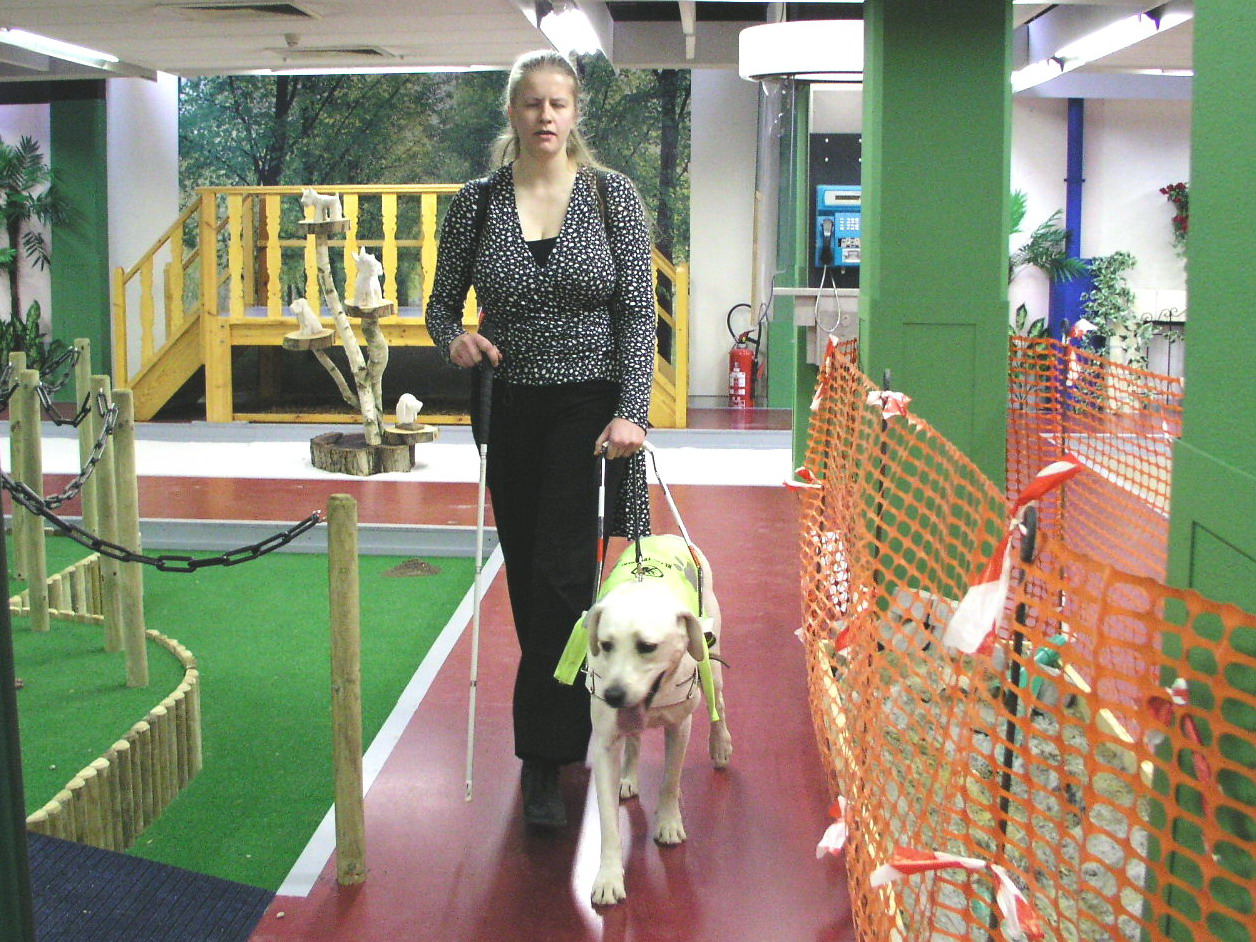
Een blinde leert op het parcours van de Brailleliga omgaan met een geleidehond

Blindheid is volgens de WHO-definitie een visuele handicap, waarbij iemand minder ziet dan 1/20; of minder dan 1/10 en een sterk beperkt gezichtsveld heeft. Een visuele handicap, waarbij iemand minder ziet dan 1/3, maar niet aan deze criteria voldoet, heet slechtziendheid. De oorzaak van blindheid kan gelegen zijn in de ogen, de oogzenuw of de hersenen. Zowel blinden als slechtzienden kunnen gebruikmaken van hulpmiddelen als blindenstok, braille, geleidehond, voorzieningen in een computer die tekst kan voorlezen, enzovoorts.
Blindheid kan aangeboren zijn of in de loop van het leven verworven door een ziekte of ongeval.

## Blindheid door de jaren
Vanaf de middeleeuwen tot het einde van de zeventiende eeuw is de blinde hetzij een verschoppeling, hetzij een begenadigde die materiële steun verdient omwille van zijn Godsverbondenheid. In het midden van de achttiende eeuw komt het 'blinde' kind in de kijker te staan onder invloed van de encylopedisten die de mens een nieuwe opgave maken. Valentin Haüy (1745-1822) is bekend van de oprichting van de eerste onderwijsinstelling.
Blinden werden lang bijvoorbeeld op kermissen belachelijk gemaakt, omdat de nadruk vooral bij de ontwikkeling van andere zintuigen lag. In 1784 stichtte Haüy de eerste klas voor twaalf blinde kinderen. Hij publiceerde in 1786 zijn Essai sur l'Education des Aveugles. Toch duurde het tot de geschriften van Pestalozzi e.a. en tot het recht op opvoeding bespreekbaar werd en sociaal-politieke betekenis verwierf vooraleer de in onwetendheid levende blinde kon worden 'vermenselijkt'. Ook de groeiende bekommernis van de katholieke kerk voor de gehandicapte en zwakke mens lag mede ten grondslag aan het idee, dat de persoon met een visuele handicap een zelfstandige mens onder de mensen moest worden.
Einde achttiende, begin negentiende eeuw ontstonden de eerste onderwijsinstellingen voor blinden. De echte mijlpaal in de maatschappelijke integratie voor blinden is de uitvinding van het brailleschrift door Louis Braille (1809-1852). Pas in 1878 werd het erkend voor veralgemeend gebruik. Slechtzienden raken veel moeilijker geïntegreerd, het duurt tot de jaren dertig van de twintigste eeuw vooraleer zij aangepast onderwijs kunnen genieten.
Terwijl in de twintigste eeuw het mensbeeld en het onderwijs sterk evolueerden, bleef de erkenning van en de waardering voor de persoon met een visuele handicap achter. Ook in de 21ste eeuw is er nog relatief weinig infrastructuur, hoewel er wordt gewerkt aan geïntegreerd onderwijs en zelfs inclusief onderwijs, aangepaste bibliotheken of afdelingen binnen de openbare bibliotheken, mogelijkheden om het openbaar vervoer te gebruiken. Dit is moeilijker als personen met een visuele handicap ook een andere handicap hebben, zoals een auditieve of motorische beperking.

## Kenmerken
Een persoon met een visuele handicap leeft in een andere wereld en staat anders tegenover de dingen. Non-verbale communicatie, gebaseerd op het visuele is voor blinden moeilijker. Door hun blindheid hebben ze zich aangepast in hun waarneming en herinneren ze zich andere dingen. Blinden staan anders tegenover zichzelf en hebben een aangepaste motoriek.

## Hulpmiddelen
- Audioboek
- Blindenstok
- Blindengeleidehond

Blindheid als metafoor voor onverschilligheid: Het antwoord op ongelijkheid kan niet blindheid zijn

- Geleidelijnen: "paden" in bijvoorbeeld stations bestaande uit een aantal ribbels in de looprichting.[1]
- Schermlezer en brailleleesregel om computers, tablets en smartphones te bedienen
- Navilens, een hulpmiddel via een kleurvakjescode op bv. stations

## Andere betekenissen van blind
Blindheid slaat in figuurlijke zin op de beperking in inzicht of begrip, of het over het hoofd zien van iets. Blind is daarnaast een begrip bij bord- of kaartspelen waarbij een speler het bord of de kaarten niet kan zien en dus posities moet onthouden. Men spreekt in de dactylografie ten slotte ook over blind typen, dat wil zeggen typen zonder naar de vingers te kijken.